# Jan Shipps
Jan Shipps (24 de octubre de 1929-14 de abril de 2025) fue una historiadora estadounidense especializada en historia mormona, particularmente desde la mitad del siglo XX hasta el año 2000.

## Historia del Movimiento de los Santos de los Últimos Días
Shipps es vista generalmente como la primera erudita no mormona del Movimiento de los Santos de los Últimos Días, habiendo dado una atención particular a La Iglesia de Jesucristo de los Santos de los Últimos Días. Su primer libro trataba sobre el tema Mormonism: The Story of a New Religious Tradition (Mormonismo: La historia de una nueva tradición religiosa), publicado por la Prensa de la Universidad de Illinois. También, esta misma universidad publicó su libro Sojourner in the Promised Land: Forty Years Among the Mormons (Viajero en la Tierra Prometida: cuarenta años entre los mormones), en la que ella entreteje su propia historia de seguir a los mormones con dieciséis ensayos de historia y cultura mormonas.

## Carrera secular
Shipps tiene un doctorado en historia. Enseñó en la Indiana University-Purdue University Indianapolis durante muchos años, siendo profesora de historia y estudios religiosos. Su interés por el mormonismo se engendró cuando vivió brevemente con su joven familia en Logan (Utah) en la década de 1950. A lo largo de su vida fue una practicante metodista, respetada ampliamente en los círculos de historiadores mormones, tal como en los círculos de la historia secular, por su habilidad de entender el Mormonismo en sus propios términos, mientras mantenía una distancia suficientemente apropiada a la de un observador. Shipps sirvió como principal editora, respetada del "The Journals of William McLellin, 1831-1836," (Diarios de William McLellin, 1831-1836), el anuario más antiguo de la experiencia Mormona. Ha sido la primera no mormón y la primera mujer elegida presidenta de la Asociación de Historia Mormona. Sus artículos sobre los SUD han sido publicados en un mismo número tanto en periódicos poulares y académicos, y discursa frecuentemente sobre el mormonismo a audiencias mormonas y no mormonas.

## Teorías y argumentos
Shipps ha estudiado cómo las percepciones de los mormones han cambiado a lo largo del tiempo y el proceso por el cual los SUD se han ganado un sentimiento de autoidentidad. Ha establecido normas académicas para el uso de los términos Santo de los Últimos Días y mormón para varias iglesias y movimientos que se conectan hacia Joseph Smith (hijo).
Su escolaridad ha llamado la atención al llamado síndrome de la rosquilla (the doughnut syndrome); casos en la que las historias del Oeste ignoran o dan tratamiento superficial a la historia del territorio de Utah, el mormonismo y la colonización mormona. Este síndrome, argumenta Shipps, puede ser debido al hecho de que la historia de Utah y del mormonismo es tan dramáticamente distinta al resto del oeste. Mientras que la historia del oeste de los Estados Unidos, por lo general se enfatiza en la naturaleza individualista y universalista de la temprana sociedad del oeste, mientras que la colonización del territorio de Utah se caracterizó por sociedades ordenadas y comunales.

## Contribuciones recientes
En su libro reciente Forty Years Among the Mormons, (Cuarenta Años Entre los Mormones), Shipps documenta lo que llama el recogimiento de los esparcidos y el esparcimiento del recogimiento. Shipps cuenta en detalle como la Iglesia SUD cambió su punto de recogimiento desde Utah hacia las estacas locales de todo el mundo, como puntos de recogimiento espiritual, cultural y físico. 
Desde su jubilación profesional como profesora, Shipps continúa escribiendo sobre historia mormona y consulta con los periodistas noticias sobre Mormonismo. En el 2005 presentó un trabajo sobre el mormonismo como religión global en una conferencia conmemorando el fundador del mormonismo, Joseph Smith, Jr., presentado en el Library of Congress.

## Asociaciones escolares
Shipps siempre ha sido una ávida promotora de asociaciones escolares. Sirvió como presidenta de la Asociación de Historia Mormona (1979-80), de la Asociación Histórica John Whitmer (2004- 2005) y de la Asociación Americana de Historia de la Iglesia (2006).

## Publicaciones
Como autora:

- Mormonism: The Story of a New Religious Tradition. 1987. ISBN 0-252-01417-0
- Sojourner in the Promised Land: Forty Years among the Mormons. 2000. ISBN 0-252-02590-3 – collected essays

Como editora:

- with Welch, John W. The Journal of William E. McLellin, 1831-1836. 1994.
- with Silk, Mark. Religion and Public Life in the Mountain West: Sacred Landscapes in Transition (Religion by Region Series, #2). 2004. ISBN 0-7591-0626-6

Colecciones:

- Howard R. Lamar, Richard L. Bushman, Donald Worster, Jan Shipps. Collected Leonard J. Arrington Mormon History Lectures. Merrill Library, 2004.
- Gerald D. Nash, Eugene England, Dean L. May, Jan Shipps, James B. Allen. Twentieth Century American West: Contributions to an Understanding. 1994.